# Luksuea Chaoban

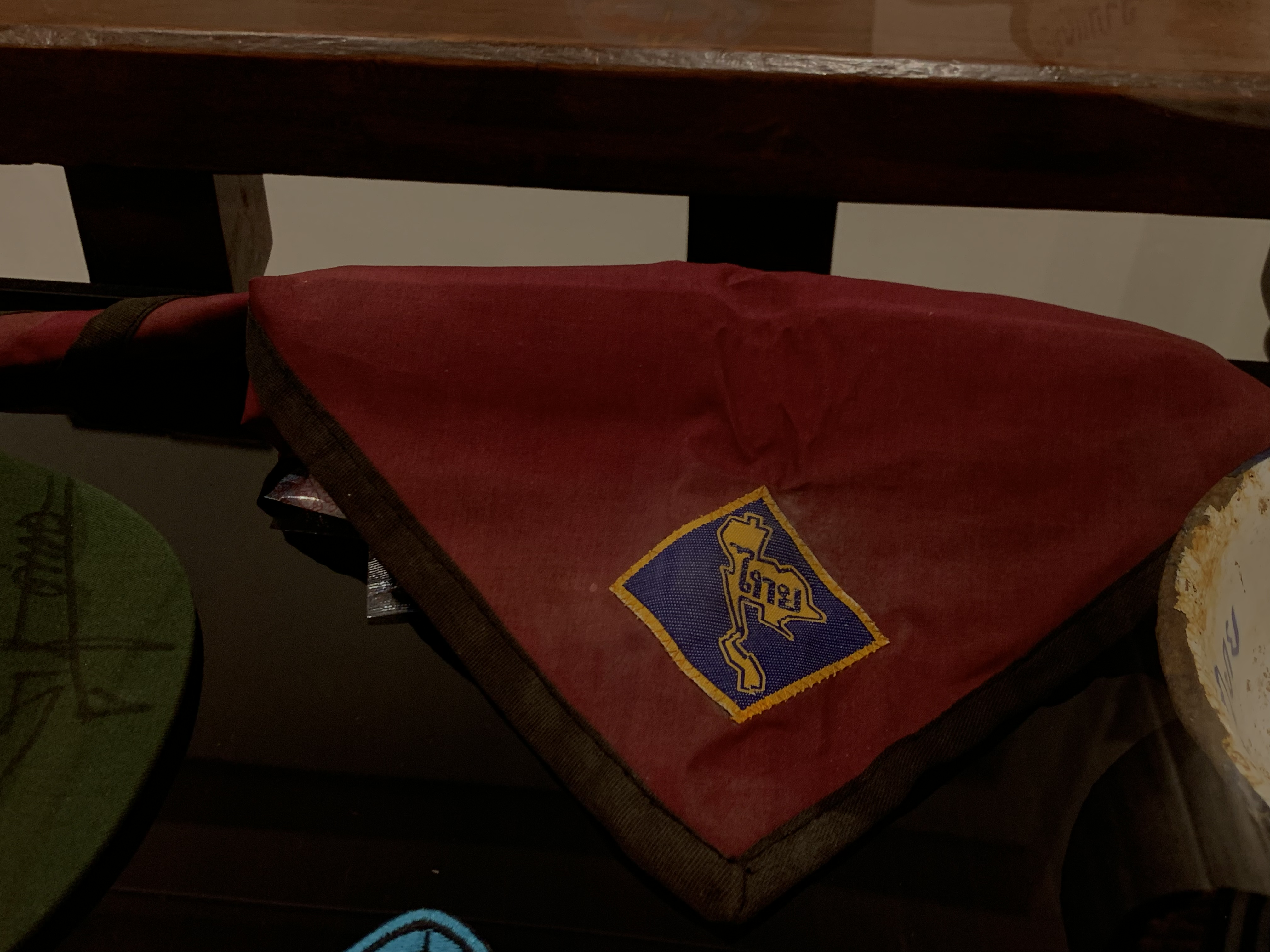
Um lenço original do movimento, datado antes do Massacre na Universidade de Thammasat

Luksuea Chaoban (em tailandês:  ลูกเสือชาวบ้าน; também conhecida pela denominação em inglês Village Scouts) refere-se a um movimento social ultranacionalista de direita e milícia paramilitar de voluntários da Tailândia rural. É uma organização de âmbito nacional que o Rei e a Rainha da Tailândia patrocinam desde 1972, a fim de promover a unidade nacional. Foi fundada pela Polícia de Patrulha de Fronteira Tailandesa sob a égide do Ministério do Interior.

## Século XX
Os Luksuea Chaoban foram reunidos a partir de 1971 para lutar contra a insurgência comunista e o movimento pró-democracia na Tailândia, bem como a progressista Federação dos Agricultores da Tailândia. Foram modelados nas organizações de defesa de "base" no Vietnã do Sul. Em seu núcleo estavam fazendeiros ricos e independentes. O rei e a família real visitavam as unidades do movimento para abençoar seus lenços e bandeiras. Os Luksuea Chaoban agiriam como "ouvidos e olhos" do governo e relatariam estranhos entrando em suas aldeias às autoridades locais. Pouco tempo após do seu estabelecimento, mais de cinco milhões de tailandeses, ou 10 por cento da população, concluíram o curso de treinamento de cinco dias da organização. De 1971 a 1985, mais de dez milhões de tailandeses adultos passaram pelo treinamento dos Luksuea Chaoban.
Os Luksuea Chaoban foram mobilizados para conter os protestos do movimento pró-democracia e estudantil. Eram convocados via rádio para ocupar pontos estratégicos em todas as principais cidades durante os protestos contra as bases estadunidenses no país e contra o retorno dos ditadores militares depostos Thanom Kittikachorn e Praphas Charusathien. A missão provavelmente mais conhecida e impactante dos Luksuea Chaoban foi durante o comício antiesquerdista que levou ao massacre na Universidade Thammasat em 6 de outubro de 1976, no qual pelo menos 46 pessoas foram mortas e levaram ao subsequente golpe de Estado e retorno ao governo militar.
Ao apelar cada vez mais aos conservadores urbanos de direita, a organização gradualmente se afastou de sua base pobre e rural. O movimento fracassou durante a década de 1980.

## Século XXI
Os Luksuea Chaoban ressurgiram como uma organização de massas ultranacionalista após a virada do milênio, tendo como pano de fundo o conflito separatista muçulmano nas três províncias mais meridionais.

## Nota
- Este artigo foi inicialmente traduzido, total ou parcialmente, do artigo da Wikipédia em inglês cujo título é «Village Scouts».